# Timple
En timple er et kanarisk strengeinstrument, som har fire eller fem (nylon) -strenge.
Strengene er stemt oppefra: G, C, E, A, D.
Kan dog også være stemt oppefra: A, D, F#, B, E

Timple learning online Arkiveret 7. januar 2012 hos  Wayback Machine